# Valérie Plante

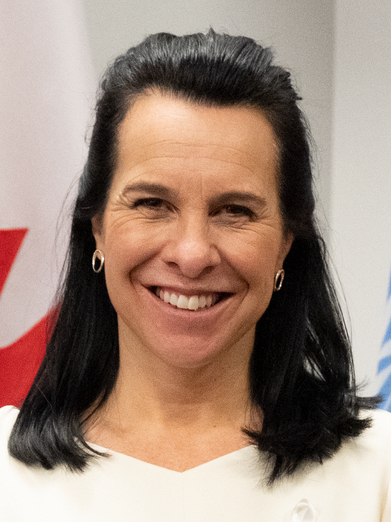
Valérie Plante

Valérie Plante (* 14. Juni 1974 in Rouyn-Noranda, Québec) ist eine kanadische Politikerin. Seit 2017 ist sie Bürgermeisterin von Montreal. Sie ist die erste Frau im Amt der Bürgermeisterin von Montreal. Zwischen 2017 und 2025 war sie Vorsitzende der politischen Partei Projet Montréal. Von 2013 bis 2017 war sie außerdem Stadträtin im Stadtrat von Montreal.

## Frühes Leben
Plante wurde am 14. Juni 1974 in Rouyn-Noranda, Québec, geboren. Nachdem sie ein Jahr lang in North Bay Englisch studiert hatte, zog sie 1994 nach Montreal. 1997 erhielt sie einen Bachelorabschluss in Anthropologie und 2001 einen Bachelorabschluss in Museologie, beide von der Universität Montreal. In den 1990er Jahren arbeitete sie kurzzeitig als Reiseleiterin beim Denkmal Schlacht bei Vimy in Frankreich. Nach ihrem Universitätsabschluss arbeitete sie für mehrere Non-Profit-Organisationen. Plante ist mit Pierre-Antoine Harvey, einem Gewerkschafts Ökonom, verheiratet und hat zwei Kinder.

## Politische Karriere
Bei der Kommunalwahl 2013 in Montreal wurde Plante zum Stadtrat für das Viertel Sainte-Marie gewählt. Sie besiegte Louise Harel knapp mit weniger als 300 Stimmen. Nachdem Parteichef Richard Bergeron Projet Montréal verlassen hatte, beschloss Plante, für den Vorsitz zu kandidieren. Beim Parteitag im Dezember 2016 wurde sie zur Vorsitzenden gewählt und besiegte ihren Stadtratskollegen Guillaume Lavoie.
Als Vorsitzende war sie Bürgermeisterkandidatin der Partei bei der Kommunalwahl 2017 in Montreal. Während ihres Wahlkampfs versprach sie Verbesserungen im öffentlichen Nahverkehr, eine Reduzierung des Verkehrsstaus und Untersuchungen zur Korruption in der Stadtverwaltung. Am 5. November 2017 besiegte sie den amtierenden Bürgermeister Denis Coderre und erhielt 51,42 % der Stimmen. Ihre Partei, Projet Montréal, gewann auch die Mehrheit der Sitze im Stadtrat.
Plante wurde bei der Kommunalwahl 2021 wiedergewählt. Mit 52,14 % der Stimmen besiegte sie Denis Coderre ein zweites Mal und auch den ehemaligen Canadian-Football-Spieler Balarama Holness. Während ihres Wahlkampfs versprach sie den Bau von 60.000 Sozialwohnungen innerhalb von zehn Jahren und eine stärkere Fokussierung auf den Umweltschutz.
Am 23. Oktober 2024 gab Plante bekannt, dass sie bei der Kommunalwahl 2025 in Montreal nicht für eine dritte Amtszeit als Bürgermeisterin kandidieren werde.
Im Jahr 2025 wird Plante als potenzieller Kandidat für den Vorsitz der Neue Demokratische Partei angesehen, nachdem Jagmeet Singh nach den Kanadische Unterhauswahl 2025 zurückgetreten ist.